# Grónsko (ostrov)
Grónsko je silně zaledněný ostrov na rozhraní Severního ledového oceánu a Atlantského oceánu. Jedná se o největší ostrov světa geograficky náležející do Severní Ameriky. Tvoří hlavní území stejnojmenného závislého území – Grónska. Rozloha ostrova je zhruba 2 166 000 km2.

## Geografie
Grónsko je z východu omýváno vodami Grónského moře, z jihovýchodu Irmingerovým mořem, z jihozápadu Labradorským mořem, ze západu Baffinovým mořem, ze severu Lincolnovým mořem a Wandelovým mořem. Od Ellesmerova ostrova na západě je oddělen Naresovým průlivem a Robesonovým průlivem. Od Islandu na východě je oddělen Dánským průlivem.
Značná část území ostrova je zaledněna Grónským ledovcem. Pobřeží je členité, s hluboce zaříznutými fjordy. Ostrov je obklopen četnými malými ostrůvky.